# 视野测量
视野测量（perimetry，visual field test）是指让被试者从一个给定的背景上辨别一些测试目标，系统的测量眼睛对视野不同位置目标的差分光的灵敏度，视野测量可以通过内科诊断的手段进行，通常让被试者注视一个固定的点，然后在视野中的其他位置展示具有与背景拮抗颜色的各种目标来测量被试者的视野。这种方法通常被用来测量视野的最大边界，通过细致的测量，就能够确定视野的大小与形状。使用自助方式，比如 CRT显示器或者阿姆斯勒方格表就可以进行简单的视野测量。如果要进行精细的视野测量，就要使用视野测量仪。使用动态视野测量仪时，视野测量师会移动视觉刺激进行测量（比如 Goldmann 动态视野测量）。动态视野测量仪对于测量视野的敏感边界非常有用。静态视野检查通常使用自动化设备。它通常用来快速筛选并且鉴定某些视觉缺陷：视野盲点，周边视野缺失或者更精细的视觉缺失。视野测量对于筛选。诊断以及监测各种眼睛、视网膜、视神经和脑部病变非常重要。